# Рыбалово (Кривошеинский район)
Ры́балово — деревня в Кривошеинском районе Томской области России. Входит в состав Иштанского сельского поселения.

## История
Основана в 1820 году. В 1926 году деревня Рыбалова состояла из 87 хозяйств, основное население — русские. В административном отношении являлась центром Рыбаловского сельсовета Кривошеинского района Томского округа Сибирского края.

## Население
| 1926 | 2002 | 2010 | 2012 | 2013 | 2014 | 2015 |
| ---- | ---- | ---- | ---- | ---- | ---- | ---- |
| 463  | ↘172 | ↘110 | ↘106 | ↗114 | ↘113 | →113 |
| 2021 |      |      |      |      |      |      |
| ↘86  |      |      |      |      |      |      |

## Улицы
В деревне имеются две улицы: Колхозная и Молодёжная.